# Thyropygus condei
Thyropygus condei är en mångfotingart som beskrevs av Demange 1961. Thyropygus condei ingår i släktet Thyropygus och familjen Harpagophoridae. Inga underarter finns listade i Catalogue of Life.